# 喜多医師会病院
喜多医師会病院（きたいしかいびょういん）は、愛媛県大洲市東大洲にある医療機関。一般社団法人喜多医師会が運営している。

## 概要
1983年6月13日に喜多医師会によって、愛媛県で唯一の開放型病院として開設された。1999年には愛媛県知事より四国で第1番目の地域医療支援病院として承認を受けている。
1989年には内子町に同じ喜多医師会立の内子病院を開設し、全国でも希な1つの医師会で2つの医師会病院を持っていた。しかし2004年の新臨床研修制度施行による全国的な医師不足の影響で、2007年6月に内山病院を閉院した。

## 沿革
- 1983年6月13日 - 大洲市徳森小鳥越に「喜多医師会病院」を開設。
- 1989年 - 内子町に内子病院を開設。
- 1999年8月 - 地域医療支援病院に認可。
- 2007年6月 - 内子病院を閉院。
- 2018年
  - 6月 - 大洲市東大洲に新病院が完成。
  - 7月7日 - 西日本豪雨により、新病院で床上3cm程度の浸水被害が発生。
  - 7月18日 - 新病院での外来診療開始。

## 診療科目
- 内科
- 循環器内科
- 消化器内科
- 呼吸器内科
- 血液内科
- 総合診療科 （院内標榜）
- 感染症内科
- 外科
- 放射線科
- リハビリテーション科
- 脳神経外科
- 心臓血管外科
- 小児外科
- 麻酔科

## 交通アクセス
- 松山自動車道大洲インターチェンジを下りてすぐ。
- JR伊予大洲駅から車で約10分(無料送迎バスの運行有り)。